# Episodi di Reporter alla ribalta (seconda stagione)
La seconda stagione della serie televisiva Reporter alla ribalta è stata trasmessa in anteprima negli Stati Uniti d'America dalla NBC tra il 19 settembre 1969 e il 10 aprile 1970.
| nº | Titolo originale                   | Titolo italiano | Prima TV USA      | Prima TV Italia |
| -- | ---------------------------------- | --------------- | ----------------- | --------------- |
| 1  | Lady on the Rocks                  |                 | 19 settembre 1969 |                 |
| 2  | A Hard Case of the Blues           |                 | 26 settembre 1969 |                 |
| 3  | Blind Man's Bluff                  |                 | 3 ottobre 1969    |                 |
| 4  | The Emissary                       |                 | 10 ottobre 1969   |                 |
| 5  | Chains of Command                  |                 | 17 ottobre 1969   |                 |
| 6  | Goodbye Harry                      |                 | 24 ottobre 1969   |                 |
| 7  | Give Till It Hurts                 |                 | 31 ottobre 1969   |                 |
| 8  | The Perfect Image                  |                 | 7 novembre 1969   |                 |
| 9  | The Prisoner Within                |                 | 14 novembre 1969  |                 |
| 10 | The Civilized Men                  |                 | 28 novembre 1969  |                 |
| 11 | High Card                          |                 | 5 dicembre 1969   |                 |
| 12 | The Power                          |                 | 12 dicembre 1969  |                 |
| 13 | Laurie Marie                       |                 | 19 dicembre 1969  |                 |
| 14 | The Tradition                      |                 | 2 gennaio 1970    |                 |
| 15 | Brass Ring                         |                 | 9 gennaio 1970    |                 |
| 16 | Island of Gold and Precious Stones |                 | 16 gennaio 1970   |                 |
| 17 | The Takeover                       |                 | 23 gennaio 1970   |                 |
| 18 | The Garden                         |                 | 30 gennaio 1970   |                 |
| 19 | Tarot                              |                 | 13 febbraio 1970  |                 |
| 20 | The King of Denmark                |                 | 20 febbraio 1970  |                 |
| 21 | The Skim Game                      |                 | 27 febbraio 1970  |                 |
| 22 | Man of the People                  |                 | 6 marzo 1970      |                 |
| 23 | Echo of a Nightmare                |                 | 20 marzo 1970     |                 |
| 24 | Jenny Wilde Is Drowning            |                 | 27 marzo 1970     |                 |
| 25 | One of the Girls in Research       |                 | 3 aprile 1970     |                 |
| 26 | The Other Kind of Spy              |                 | 10 aprile 1970    |                 |